# 1357
- Wikisource

| Calendário gregoriano                                                        | 1357 MCCCLVII                                        |
| Ab urbe condita                                                              | 2110                                                 |
| Calendário arménio                                                           | 806 – 807                                            |
| Calendário bahá'í                                                            | -487 – -486                                          |
| Calendário budista                                                           | 1901                                                 |
| Calendário chinês                                                            | 4053 – 4054 Início a 21 de janeiro (aproximadamente) |
| Calendário copta                                                             | 1073 – 1074                                          |
| Calendário etíope                                                            | 1349 – 1350                                          |
| Calendários hindus - Vikram Samvat - Calendário nacional indiano - Cáli Iuga | 1412 – 1413 1278 – 1279 4457 – 4458                  |
| Calendário Holoceno                                                          | 11357                                                |
| Calendário islâmico                                                          | 758 – 759                                            |
| Calendário judaico                                                           | 5117 – 5118                                          |
| Calendário persa                                                             | 735 – 736                                            |
| Calendário rúnico                                                            | 1607                                                 |
| Calendário solar tailandês                                                   | 1900                                                 |

1357 (1357 na numeração romana) foi um ano comum do século XIV do Calendário Juliano, da Era de Cristo, a sua letra dominical foi A (52 semanas), teve início a um domingo e terminou também a um domingo.
| Ano completo                    |
| ------------------------------- |
| Ano comum com início ao domingo |

## Eventos
- O sudário de Turim é exibido pela primeira vez.
- Pedro I torna-se rei de Portugal.

## Nascimentos
- 11 de abril — rei João I de Portugal.

## Mortes
- 28 de Maio — rei Afonso IV de Portugal.
- Jani Beg — cã da Horda de Ouro.
- João II de Bettencourt — nobre do Reino de França e senhor das terras de Béthencourt  (n. 1310).